# Can Puig (la Roca del Vallès)
Can Puig és una masia del municipi de la Roca del Vallès inclosa en l'Inventari del Patrimoni Arquitectònic de Catalunya.
Edifici de teulada a doble vessant, orientada a migdia, consta de planta i pis. Porta amb camals de pedra i dovelles a l'arc. Les finestres laterals de la planta baixa són quadrades amb motllura. Les tres finestres de dalt són conopials, amb ampit, molt treballades i ben conservades, formant un dels millors conjunts de la contrada. Angles caironats. La casa està dividida en dos habitatges, a raó de 2/3 i 1/3, separats a l'exterior per un mur que arrenca de la façana. La part petita pertany a la casa veïna de Can Puig, edifici nou adossat al vell per aquesta banda. Es pot seguir però la línia de façana de la vella masia. La part més gran, abandonada, es deia Can Turoner, nom avui perdut. Aquesta part amenaça ruïna, li manca un tros de teulada. Barri amb llinda de granit. Hi ha documentat un tal Bernat de Puig al segle xii. La documentació posterior no ha estat encara recollida i sembla que n'hi ha.